# João Havelange
João Havelange, właśc. Jean-Marie Faustin Goedefroid de Havelange (ur. 8 maja 1916 w Rio de Janeiro, zm. 16 sierpnia 2016 tamże) – brazylijski działacz sportowy, wieloletni przewodniczący FIFA, z wykształcenia prawnik.

## Życiorys
Pochodził z rodziny pochodzenia belgijskiego. Ukończył studia prawnicze, pracował w kilku przedsiębiorstwach transportowych. W młodości uprawiał pływanie i waterpolo, dwukrotnie wziął udział w igrzyskach olimpijskich (Berlin 1936 i Helsinki 1952). Od lat 50. działał w sporcie. Był prezesem brazylijskiej federacji pływackiej, prezesem Brazylijskiej Konfederacji Sportowej, członkiem Brazylijskiego Komitetu Olimpijskiego. W 1958 został prezesem brazylijskiej konfederacji sportu, a w 1963 członkiem Międzynarodowego Komitetu Olimpijskiego.
W czerwcu 1974 został następcą Stanleya Rousa na czele światowej federacji piłkarskiej FIFA. Był pierwszym przewodniczącym FIFA spoza Europy. Doprowadził do rozszerzenia puli uczestników finałów mistrzostw świata, a także liczby członków FIFA. Działał na rzecz organizacji mistrzostw świata kobiet i mistrzostw w kategoriach młodzieżowych.
W 1998 ustąpił stanowisko szefa FIFA Szwajcarowi Seppowi Blatterowi, otrzymując tytuł honorowego przewodniczącego. Jego imię nadano kilku stadionom w Brazylii oraz trofeum, o które walczą drużyny w mistrzostwach tego kraju. Został odznaczony m.in. francuską Legią Honorową II klasy i Złotym Orderem Zasługi FIFA.
4 grudnia 2011 zrezygnował z członkostwa w Międzynarodowym Komitecie Olimpijskim. Miał najdłuższy staż w tej organizacji.

## Upamiętnienie
- stadion olimpijski Estádio Olímpico João Havelange w Rio de Janeiro,
- stadion Estádio Municipal João Havelange w Uberlândia,
- Copa João Havelange 2000 – mistrzostwa Brazylii w piłce nożnej w roku 2000

## Odznaczenia
- Krzyż Komandorski Orderu Zasługi (Rumunia, 2002)[4]